# 东北山梅花
东北山梅花（学名：Philadelphus schrenkii）为虎耳草科山梅花属下的一个种。